# Verden vender
Verden vender è un singolo dei rapper danesi Gilli e Branco, pubblicato il 31 ottobre 2019. 

## Tracce
1. Verden vender – 3:01